# Vincent Sierro
Pour les articles homonymes, voir Sierro.
Vincent Sierro, né le 8 octobre 1995 à Sion en Suisse, est un footballeur international suisse. Il évolue au poste de milieu de terrain au Al-Shabab FC.

## Biographie

### Jeunesse et formation
Vincent Olivier Sierro naît le 8 octobre 1995 dans la ville de Sion, située dans le canton du Valais au sud-ouest de la Suisse. Il est le fils de l'ancien conseiller d'État valaisan Serge Sierro. Sa famille beigne dans le football, son père ayant joué avec Sierre et la sélection valaisanne, tandis que son grand-père figure parmi les membres fondateurs du FC Crans-Montana. Vincent Sierro rejoint le centre de formation du FC Sion, club de sa ville natale, au cours de sa jeunesse.

### Carrière

#### En club
Le joueur sédunois découvre le football senior avec l'équipe B du FC Sion au cours de la saison 2013-2014 de Promotion League, le troisième niveau footballistique suisse. Il débute en équipe première à Sion lors de la saison 2014-2015. Il inscrit son premier but le 10 avril 2016 contre le FC Thoune.
Fin janvier 2017, le SC Fribourg officialise sa signature pour une durée de quatre ans. Il ne réussit pas à s'imposer dans le club allemand et tente de se relancer avec un prêt au FC Saint-Gall. À la suite de ce prêt concluant, il rejoint le BSC Young Boys au terme de la saison 2018-2019 pour quatre ans.
En janvier 2023, Vincent Sierro quitte la Suisse et signe au club français du Toulouse FC pour une durée de trois ans et demi. Au début de la saison 2023-2024, il récupère le numéro 8 ainsi que le brassard de capitaine.
Le 31 mars 2024, le milieu de terrain inscrit son premier doublé pour Toulouse lors d'un déplacement à Clermont et contribue au succès 0 à 3 des siens comptant pour la 27e journée de Ligue 1.
Il rejoint Al-Shabab FC en Arabie Saoudite pour deux saison en août 2025.

#### En équipe nationale
Vincent Sierro reçoit quatre sélections dans la catégorie des moins de 20 ans.
En mars 2024, il est appelé pour la première fois à participer au rassemblement de l'équipe de Suisse, à l'occasion des matchs amicaux contre le Danemark et l'Irlande. Il découvre ainsi la Nati à l'âge de 28 ans, récompensé pour ses performances avec le Toulouse FC dont il est le capitaine depuis le début de saison, et déclare notamment : « Ma première convocation a mis plus de temps à venir que pour d'autres joueurs. J'ai suivi mon propre chemin ». Resté sur le banc lors du premier match, le milieu honore sa première cape le 26 mars en étant titularisé par Murat Yakın face à l'Irlande et en prenant part aux 65 premières minutes de la partie (victoire 0 à 1). Le sélectionneur se montre satisfait de sa prestation : « Je veux souligner les mérites de Vincent Sierro. Il méritait d’être titulaire ce soir. Et il a fait ce que j’attendais de lui ».
En juin 2024, il figure dans la liste de 26 joueurs appelés par Murat Yakın pour l'Euro 2024.

## Statistiques
| Saison                    | Club                      | Championnat                     | Championnat | Championnat | Championnat | Coupe(s) nationale(s) | Coupe(s) nationale(s) | Coupe(s) nationale(s) | Supercoupe | Supercoupe | Supercoupe | Compétition(s) continentale(s) | Compétition(s) continentale(s) | Compétition(s) continentale(s) | Compétition(s) continentale(s) | Suisse | Suisse | Suisse | Total | Total | Total |
| Saison                    | Club                      | Division                        | M.          | B.          | P.d.        | M.                    | B.                    | P.d.                  | M.         | B.         | P.d.       | Comp.                          | M.                             | B.                             | P.d.                           | M.     | B.     | P.d.   | M.    | B.    | P.d.  |
| 2013-2014                 | FC Sion II                | 1re ligue promotion             | 15          | 1           | 0           | -                     | -                     | -                     | -          | -          | -          | -                              | -                              | -                              | -                              | -      | -      | -      | 15    | 1     | 0     |
| 2014-2015                 | FC Sion II                | 1re ligue promotion             | 27          | 2           | 0           | -                     | -                     | -                     | -          | -          | -          | -                              | -                              | -                              | -                              | -      | -      | -      | 27    | 2     | 0     |
| 2015-2016                 | FC Sion II                | Promotion League                | 9           | 1           | 0           | -                     | -                     | -                     | -          | -          | -          | -                              | -                              | -                              | -                              | -      | -      | -      | 9     | 1     | 0     |
| 2016-2017                 | FC Sion II                | Promotion League                | 1           | 2           | 0           | -                     | -                     | -                     | -          | -          | -          | -                              | -                              | -                              | -                              | -      | -      | -      | 1     | 2     | 0     |
| Sous-total                | Sous-total                | Sous-total                      | 52          | 6           | 0           | -                     | -                     | -                     | -          | -          | -          | -                              | -                              | -                              | -                              | -      | -      | -      | 52    | 6     | 0     |
| 2014-2015                 | FC Sion                   | Super League                    | 1           | 0           | 0           | -                     | -                     | -                     | -          | -          | -          | -                              | -                              | -                              | -                              | -      | -      | -      | 1     | 0     | 0     |
| 2015-2016                 | FC Sion                   | Super League                    | 16          | 2           | 1           | 1                     | 0                     | 0                     | -          | -          | -          | -                              | -                              | -                              | -                              | -      | -      | -      | 17    | 2     | 1     |
| 2016-2017                 | FC Sion                   | Super League                    | 17          | 2           | 2           | -                     | -                     | -                     | -          | -          | -          | -                              | -                              | -                              | -                              | -      | -      | -      | 17    | 2     | 2     |
| Sous-total                | Sous-total                | Sous-total                      | 34          | 4           | 3           | 1                     | 0                     | 0                     | -          | -          | -          | -                              | -                              | -                              | -                              | -      | -      | -      | 35    | 4     | 3     |
| 2016-2017                 | SC Fribourg               | Bundesliga                      | -           | -           | -           | -                     | -                     | -                     | -          | -          | -          | -                              | -                              | -                              | -                              | -      | -      | -      | 0     | 0     | 0     |
| 2017-2018                 | SC Fribourg               | Bundesliga                      | 4           | 0           | 0           | 1                     | 0                     | 0                     | -          | -          | -          | -                              | -                              | -                              | -                              | -      | -      | -      | 5     | 0     | 0     |
| Sous-total                | Sous-total                | Sous-total                      | 4           | 0           | 0           | 1                     | 0                     | 0                     | -          | -          | -          | -                              | -                              | -                              | -                              | -      | -      | -      | 5     | 0     | 0     |
| 2016-2017                 | SC Fribourg II            | Oberliga Baden-Württemberg (en) | 4           | 1           | 0           | -                     | -                     | -                     | -          | -          | -          | -                              | -                              | -                              | -                              | -      | -      | -      | 4     | 1     | 0     |
| 2017-2018                 | SC Fribourg II            | Regionalliga                    | 2           | 0           | 0           | -                     | -                     | -                     | -          | -          | -          | -                              | -                              | -                              | -                              | -      | -      | -      | 2     | 0     | 0     |
| Sous-total                | Sous-total                | Sous-total                      | 6           | 1           | 0           | -                     | -                     | -                     | -          | -          | -          | -                              | -                              | -                              | -                              | -      | -      | -      | 6     | 1     | 0     |
| 2018-2019                 | FC Saint-Gall (prêt)      | Super League                    | 35          | 11          | 2           | 2                     | 2                     | 0                     | -          | -          | -          | C3                             | 2                              | 0                              | 0                              | -      | -      | -      | 39    | 13    | 2     |
| 2019-2020                 | BSC Young Boys            | Super League                    | 17          | 1           | 2           | 4                     | 0                     | 0                     | -          | -          | -          | C1+C3                          | 2+1                            | 0+0                            | 0+0                            | -      | -      | -      | 24    | 1     | 2     |
| 2020-2021                 | BSC Young Boys            | Super League                    | 17          | 1           | 1           | 1                     | 0                     | 0                     | -          | -          | -          | C1+C3                          | 1+9                            | 0+0                            | 0                              | -      | -      | -      | 28    | 1     | 1     |
| 2021-2022                 | BSC Young Boys            | Super League                    | 33          | 4           | 0           | 2                     | 1                     | 0                     | -          | -          | -          | C1                             | 11                             | 3                              | 1                              | -      | -      | -      | 46    | 8     | 1     |
| 2022-2023                 | BSC Young Boys            | Super League                    | 15          | 1           | 0           | 2                     | 1                     | 0                     | -          | -          | -          | C4                             | 4                              | 1                              | 0                              | -      | -      | -      | 21    | 3     | 0     |
| Sous-total BSC Young Boys | Sous-total BSC Young Boys | Sous-total BSC Young Boys       | 82          | 7           | 3           | 9                     | 2                     | 0                     | -          | -          | -          | -                              | 28                             | 4                              | 1                              | -      | -      | -      | 119   | 13    | 4     |
| 2022-2023                 | Toulouse FC               | Ligue 1                         | 15          | 0           | 0           | 4                     | 0                     | 0                     | -          | -          | -          | -                              | -                              | -                              | -                              | -      | -      | -      | 19    | 0     | 0     |
| 2023-2024                 | Toulouse FC               | Ligue 1                         | 30          | 6           | 2           | 2                     | 1                     | 0                     | 1          | 0          | 0          | C3                             | 8                              | 0                              | 1                              | 7      | 0      | 0      | 48    | 7     | 3     |
| 2024-2025                 | Toulouse FC               | Ligue 1                         | 29          | 5           | 1           | 1                     | 0                     | 0                     | -          | -          | -          | -                              | -                              | -                              | -                              | 7      | 1      | 0      | 37    | 6     | 1     |
| Sous-total                | Sous-total                | Sous-total                      | 74          | 11          | 3           | 7                     | 1                     | 0                     | 1          | 0          | 0          | -                              | 8                              | 0                              | 1                              | 14     | 1      | 0      | 104   | 13    | 4     |
| Total sur la carrière     | Total sur la carrière     | Total sur la carrière           | 297         | 40          | 11          | 23                    | 5                     | 0                     | 1          | 0          | 0          | -                              | 38                             | 4                              | 2                              | 14     | 1      | 0      | 373   | 50    | 13    |

## Palmarès

### En club
- BSC Young Boys
  - Vainqueur du Championnat de Suisse de football en 2020 et 2021.
  - Vainqueur de la Coupe de Suisse en 2020.

- Toulouse FC
  - Vainqueur de la Coupe de France en 2023.
  - Finaliste du Trophée des champions en 2023.